# 1,2-Propandiol
1,2-Propandiol eller propylenglykol är en glykol av propan och har formeln C3H6(OH)2. Namnet propylenglykol kan också användas om isomeren 1,3-propandiol.

## Framställning
1,2-Propandiol framställs vanligen genom hydrolys av propylenoxid (C3H6O).
{\displaystyle {\rm {C_{3}H_{6}O+H_{2}O\rightarrow C_{3}H_{6}(OH)_{2}}}}

## Användning
Propylenglykol har många användningsområden:
- Som lösningsmedel i många läkemedel, till exempel diazepam som är olösligt i vatten används ofta löst i propylenglykol.
- Som huvudingrediens i den vätska som används i e-cigaretter
- Som livsmedelstillsats med E-nummer 1520 (oftast som fuktighetsbevarande medel).
- Ingår i snus tillsammans med natriumklorid och natriumkarbonat.
- För att späda ut eteriska oljor i till exempel massageolja.
- Som mjukgörare i hudkräm.
- Som rökvätska i rökmaskiner.
- Som kylarvätska och för avisning av flygplan.
- Som hydraulolja i hydrauliksystem.
- Ämnet har även hittats i spritdrycken Fireball [1] i halter som översteg gränsvärdet, vilket ledde till säljstopp på Systembolaget.